# Hradčany

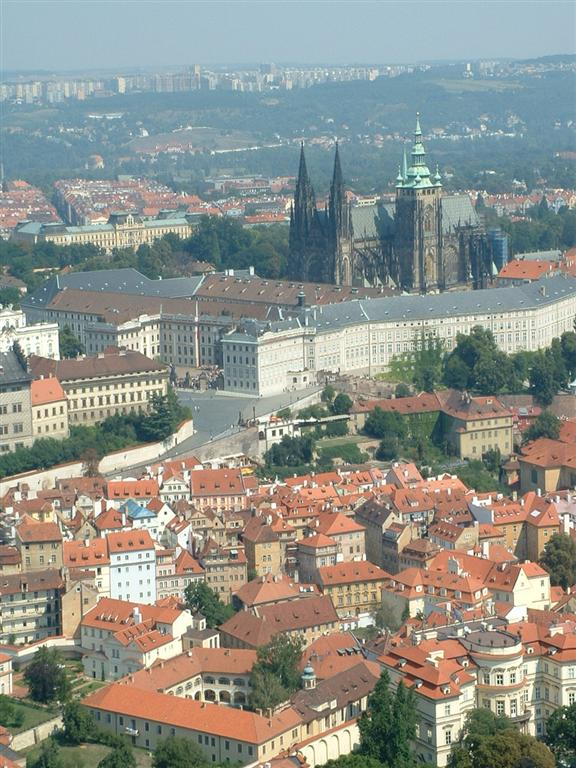
Hradčany desde la Torre Petřin.

Hradcany (AFI: [ˈɦrat͡ʃanɪ]) es un distrito de Praga, situado alrededor del Castillo de Praga.
El Castillo de Praga es supuestamente el mayor del mundo. Fue construido en la ciudad durante el siglo IX. La Catedral de San Vito se encuentra también en las inmediaciones del Castillo. El Barrio se destaca por sus palacios, donde residía la nobleza. Hradčany fue independiente de Praga hasta 1784, cuando se unificaron los cuatro distritos independientes que habían constituido Praga: Malá Strana, Staré Město y Nové Město. El Distrito tiene una superficie de 151 hectáreas.